# Hirel
Hirel est une commune française située dans le département d'Ille-et-Vilaine, en région Bretagne, peuplée de 1 384 habitants.
La commune compte sur son territoire un hameau d'origine templière : Vildé ou Villa Dei, faisant partie des vestiges templiers et hospitaliers autour de Saint-Malo et de la baie du Mont-Saint-Michel.

## Géographie

### Situation

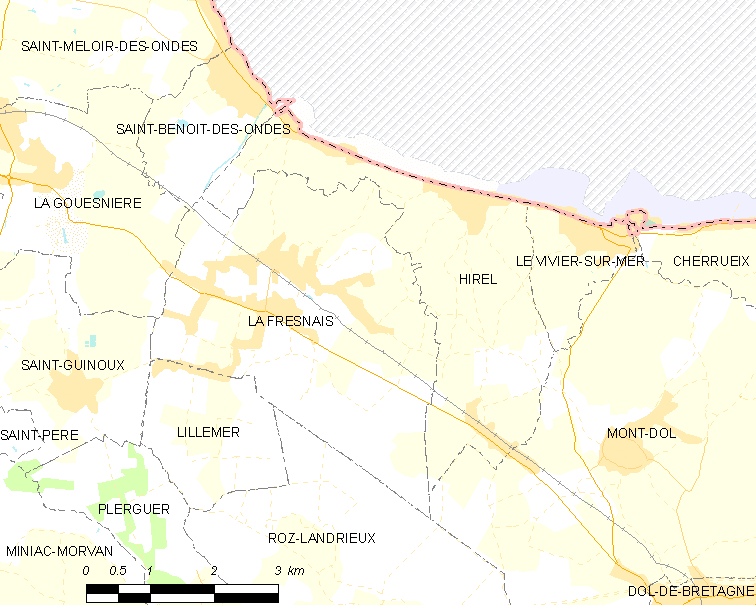
Carte de la commune.

| Saint-Benoît-des-Ondes | La Manche | Le Vivier-sur-Mer |
|                        | Hirel     |                   |
| La Fresnais            |           | Mont-Dol          |

### Le risque de submersion marine
Selon un index global correspondant à l'agrégation de 5 critères effectué en 2011 par l'Observatoire National des Risques Naturels, Hirel est, après La Fresnais, Penmarch, Cherrueix et Mont-Dol, la cinquième commune de Bretagne la plus exposée au risque de submersion marine avec 100 % de sa population totale concernée et 12,31 hectares de bâti exposé au risque de submersion.

### Hydrographie
Pour un article plus général, voir Réseau hydrographique d'Ille-et-Vilaine.
La commune est située dans le bassin Loire-Bretagne. Elle est drainée par le Biez Jean, le biez Brilland, le biez de Cardequin et le biez de la Ceinture Nord,,.
Le Biez Jean, d'une longueur de 30 km, prend sa source dans la commune de Lourmais et se jette  dans la baie du Mont-Saint-Michel en limite de Saint-Benoît-des-Ondes et de Hirel.

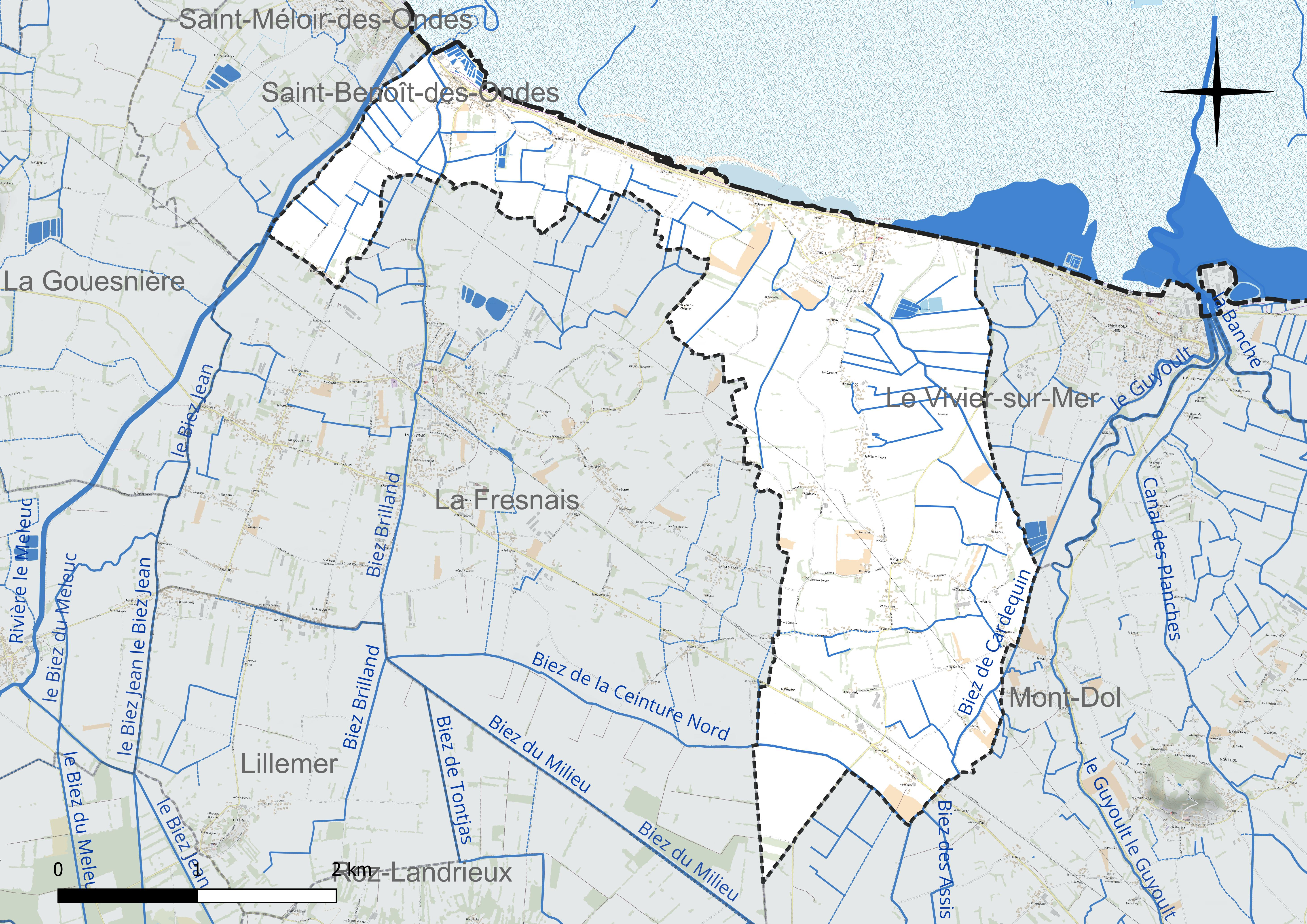
Réseau hydrographique d'Hirel.

### Climat
Pour des articles plus généraux, voir Climat de la Bretagne et Climat d'Ille-et-Vilaine.
En 2010, le climat de la commune est de type climat océanique franc, selon une étude du CNRS s'appuyant sur une série de données couvrant la période 1971-2000. En 2020, Météo-France publie une typologie des climats de la France métropolitaine dans laquelle la commune est exposée à un climat océanique et est dans la région climatique  Bretagne orientale et méridionale, Pays nantais, Vendée, caractérisée par une faible pluviométrie en été et une bonne insolation. Parallèlement l'observatoire de l'environnement en Bretagne publie en 2020 un zonage climatique de la région Bretagne, s'appuyant sur des données de Météo-France de 2009. La commune est, selon ce zonage, dans la zone « Intérieur », exposée à un climat médian, à dominante océanique.
Pour la période 1971-2000, la température annuelle moyenne est de 11,7 °C, avec une amplitude thermique annuelle de 11,9 °C. Le cumul annuel moyen de précipitations est de 683 mm, avec 12 jours de précipitations en janvier et 6,6 jours en juillet. Pour la période 1991-2020, la température moyenne annuelle observée sur la station météorologique la plus proche, située sur la commune de Pleurtuit à 19 km à vol d'oiseau, est de 11,9 °C et le cumul annuel moyen de précipitations est de 752,0 mm,. Pour l'avenir, les paramètres climatiques de la commune estimés pour 2050 selon différents scénarios d'émission de gaz à effet de serre sont consultables sur un site dédié publié par Météo-France en novembre 2022.

## Urbanisme

### Typologie
Au 1er janvier 2024, Hirel est catégorisée commune rurale à habitat dispersé, selon la nouvelle grille communale de densité à sept niveaux définie par l'Insee en 2022.
Elle est située hors unité urbaine. Par ailleurs la commune fait partie de l'aire d'attraction de Saint-Malo, dont elle est une commune de la couronne,. Cette aire, qui regroupe 35 communes, est catégorisée dans les aires de 50 000 à moins de 200 000 habitants,.
La commune, bordée par la Manche, est également une commune littorale au sens de la loi du 3 janvier 1986, dite loi littoral. Des dispositions spécifiques d'urbanisme s'y appliquent dès lors afin de préserver les espaces naturels, les sites, les paysages et l'équilibre écologique du littoral, tel le principe d'inconstructibilité, en dehors des espaces urbanisés, sur la bande littorale des 100 mètres, ou plus si le plan local d'urbanisme le prévoit.

### Occupation des sols
L'occupation des sols de la commune, telle qu'elle ressort de la base de données européenne d'occupation biophysique des sols Corine Land Cover (CLC), est marquée par l'importance des territoires agricoles (88 % en 2018), en diminution par rapport à 1990 (89 %). La répartition détaillée en 2018 est la suivante : 
terres arables (74,2 %), zones agricoles hétérogènes (13,6 %), zones urbanisées (11,5 %), zones humides côtières (0,5 %), prairies (0,2 %). L'évolution de l'occupation des sols de la commune et de ses infrastructures peut être observée sur les différentes représentations cartographiques du territoire : la carte de Cassini (XVIIIe siècle), la carte d'état-major (1820-1866) et les cartes ou photos aériennes de l'IGN pour la période actuelle (1950 à aujourd'hui).

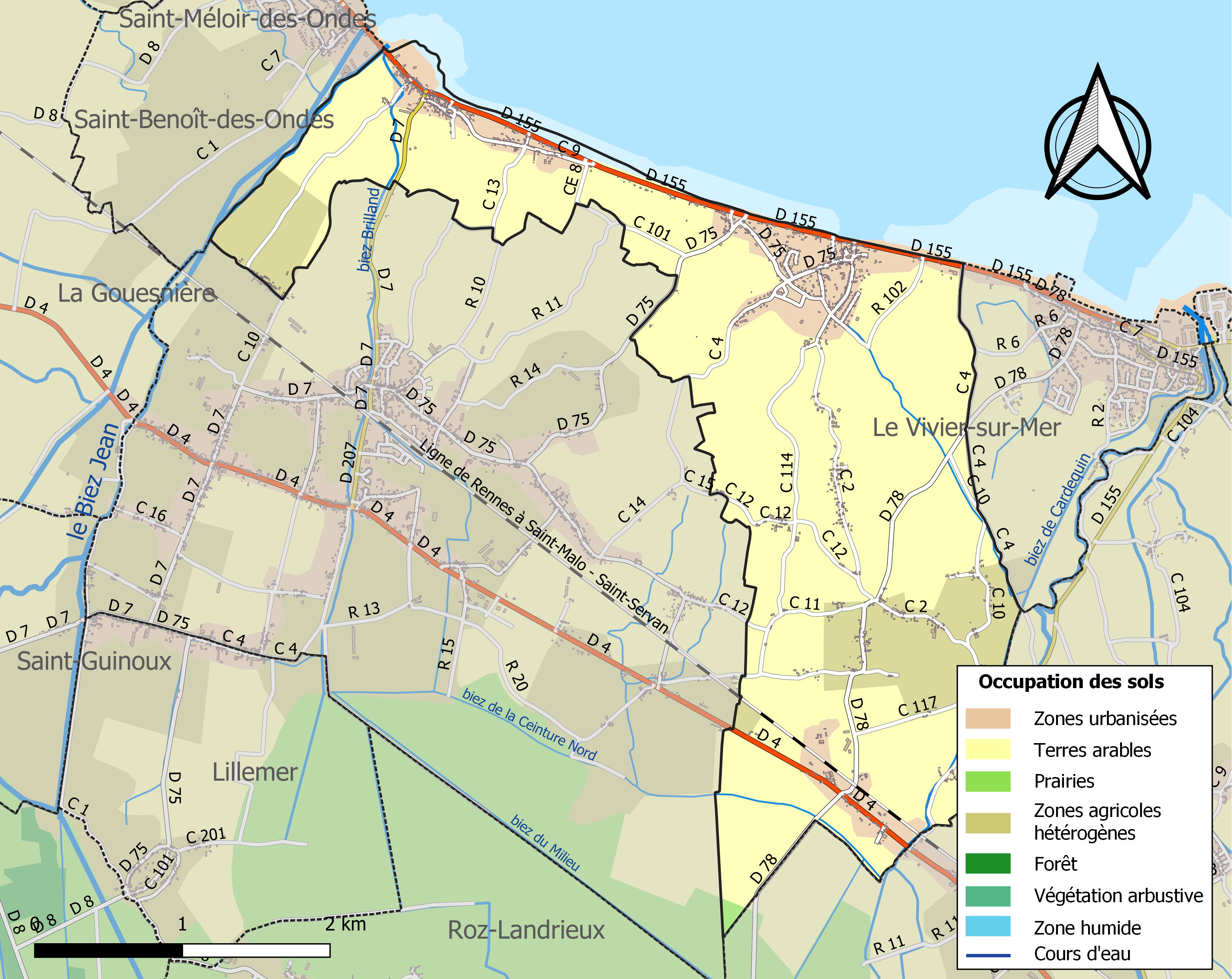
Carte des infrastructures et de l'occupation des sols de la commune en 2018 (CLC).

## Toponymie
Le nom de la localité est attesté sous les formes Hirel en 1181, Hirellum en 1516. Hirel, 1199; Hirel, XIVè; Hirello, Hireilli, 1516; Le Hirel, 1630.
Hirel est issu d'un mot breton signifiant « long sillon »[source insuffisante] (Hir : long, adjectif mais aussi surnom).
Le lieu-dit Vildé tire son nom du latin Villa Dei « village de Dieu ».
Hirel a donné un nom de famille que l'on retrouve principalement autour de Rennes pour un total d'environ 15700 personnes en France en 2024. Jean Tosti proposait cette étymologie mais aussi un diminutif de ire (colérique) peu probable pour la ville.

## Histoire
La paroisse de Hirel faisait partie du doyenné de Dol relevant de l'évêché de Dol et était sous le vocable de Notre-Dame.
L'abbaye Notre-Dame du Tronchet possédait des biens sur la paroisse : rentes, terres, juridictions.
Vildé ou Villa Dei est un hameau d'origine templière en baie du Mont-Saint-Michel situé sur la commune. Vildé-la-Marine, qui avant d'être rattachée à la paroisse d'Hirel, l'était à Saint-Benoît-des-Ondes, dont elle est séparée par l'embouchure du Biez-Jean, très envasée maintenant et peu propice à une activité portuaire.
Ces deux bourgs appartenaient à l'Abbaye du Mont-Saint-Michel, avant de devenir la propriété des Templiers.

### La Révolution
En 1790, Hirel est érigée en commune. Le 18 floréal an II (7 mai 1794), elle absorbe Vildé-la-Marine, paroisse à l'ouest d'Hirel également érigée en commune. Ses habitants ont tenté de faire sécession à plusieurs reprises, aux XIXe et XXe siècles.

### Liste des maires

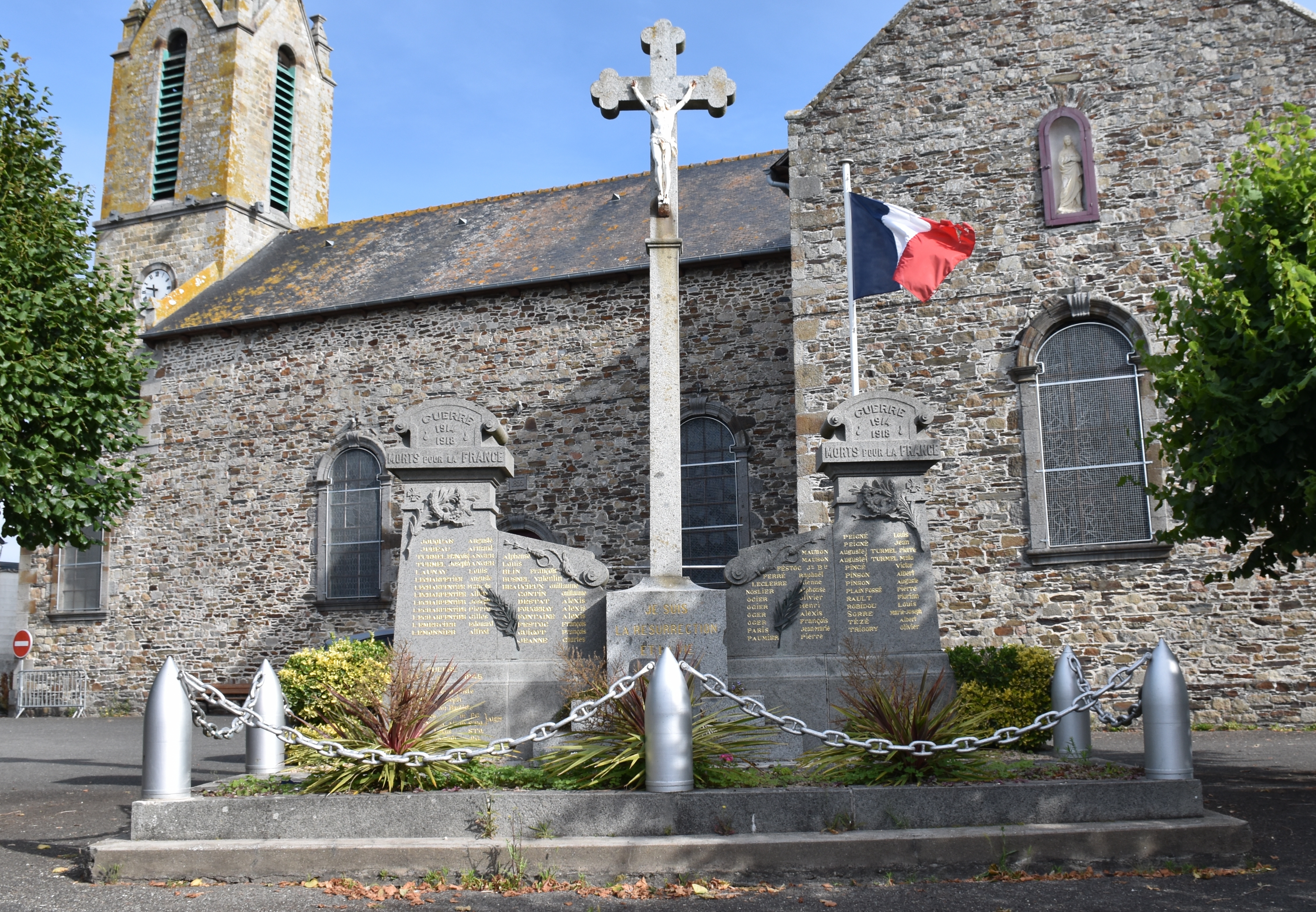
Le monument aux morts.

## Héraldique
| Blason de Hirel | Blason  | D'argent à la barre d'azur, accompagnée en pointe d'une croisette pattée de gueules, et en chef d'un écusson d'azur à la bande d'argent chargée de trois tourteaux de gueules et accompagnée en chef d'une étoile à six rais d'argent. |
| Blason de Hirel | Détails | Le statut officiel du blason reste à déterminer. |

## Politique et administration

### Jumelages
- Cambados (Espagne) depuis 1996[34].

## Démographie
L'évolution du nombre d'habitants est connue à travers les recensements de la population effectués dans la commune depuis 1793. Pour les communes de moins de 10 000 habitants, une enquête de recensement portant sur toute la population est réalisée tous les cinq ans, les populations de référence des années intermédiaires étant quant à elles estimées par interpolation ou extrapolation. Pour la commune, le premier recensement exhaustif entrant dans le cadre du nouveau dispositif a été réalisé en 2007.
En 2022, la commune comptait 1 384 habitants, en évolution de +0,29 % par rapport à 2016 (Ille-et-Vilaine : +5,46 %, France hors Mayotte : +2,11 %).
| 1793  | 1800  | 1806  | 1821  | 1831  | 1836  | 1841  | 1846  | 1851  |
| ----- | ----- | ----- | ----- | ----- | ----- | ----- | ----- | ----- |
| 1 335 | 1 200 | 1 529 | 1 710 | 1 754 | 1 649 | 1 681 | 1 758 | 1 793 |

| 1856  | 1861  | 1866  | 1872  | 1876  | 1881  | 1886  | 1891  | 1896  |
| ----- | ----- | ----- | ----- | ----- | ----- | ----- | ----- | ----- |
| 1 872 | 1 873 | 1 870 | 1 808 | 1 831 | 1 769 | 1 732 | 1 767 | 1 671 |

| 1901  | 1906  | 1911  | 1921  | 1926  | 1931  | 1936  | 1946  | 1954  |
| ----- | ----- | ----- | ----- | ----- | ----- | ----- | ----- | ----- |
| 1 588 | 1 641 | 1 505 | 1 413 | 1 360 | 1 252 | 1 184 | 1 082 | 1 066 |

| 1962  | 1968  | 1975  | 1982  | 1990  | 1999  | 2006  | 2007  | 2012  |
| ----- | ----- | ----- | ----- | ----- | ----- | ----- | ----- | ----- |
| 1 088 | 1 005 | 1 051 | 1 286 | 1 166 | 1 172 | 1 314 | 1 335 | 1 363 |

| 2017  | 2022  | - | - | - | - | - | - | - |
| ----- | ----- | - | - | - | - | - | - | - |
| 1 392 | 1 384 | - | - | - | - | - | - | - |

## Lieux et monuments

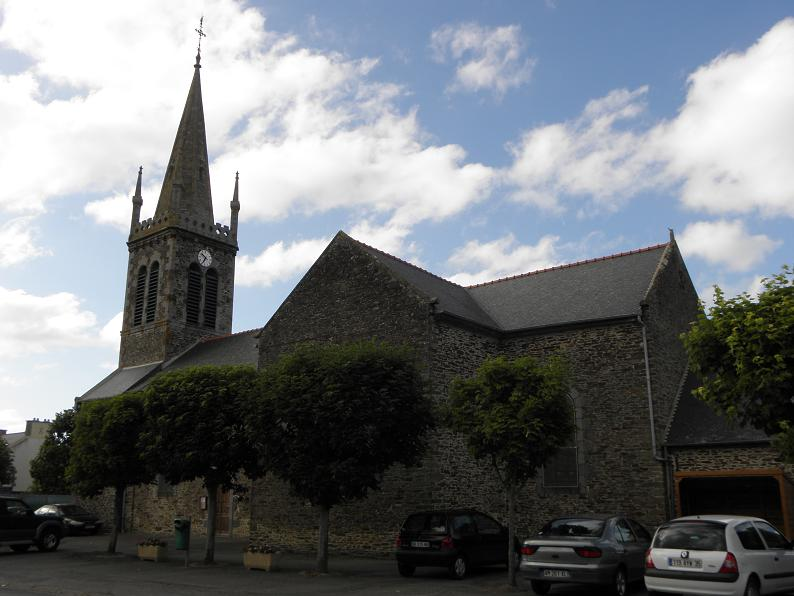
L'église Saint-Louis de Vildé-la-Marine.

Les églises de la commune sont l'œuvre de l'architecte malouin Jean-Gabriel Frangeul (corps des édifices) et de son fils Alfred-Louis Frangeul (tours et massifs occidentaux). Elles ont été réalisées en deux temps : 1855 puis 1870.
- Église Notre-Dame d'Hirel[40].
- Église Saint-Louis de Vildé-la-Marine[41].

## Personnalités liées à la commune
- Jean Fontenay est un ancien coureur cycliste professionnel, né le 23 juillet 1911 à Hirel et décédé le 21 mai 1975 à Saint-Malo. Il repose au cimetière de la commune. Il a porté deux jours le maillot jaune au Tour de France 1939.